# Корячко Марія Йосипівна
Марі́я Йо́сипівна Коря́чко (11 (24) грудня 1911 , Решетилівка, Решетилівська волость, Полтавська губернія, Російська імперія  — невідомо ) — український державний діяч. Депутат Верховної Ради УРСР першого скликання (1938–1947).

## Біографія
Народилася 11 (24) грудня 1911 року в багатодітній селянській родині в селі Решетилівка, тепер місто Решетилівка, Полтавська область, Україна. Батько, Йосип Якович Корячко, 1929 року вступив до місцевого колгоспу, загинув в червні 1944 року від вибуху на міні. 
З 1922 року взимку навчалася у початковій школі, а влітку наймитувала. З 1924 року — ткаля-килимарка в Решетилівській артілі імені Клари Цеткін, з 1933 року — начальниця ткацького цеху. 
26 червня 1938 року обрана депутатом Верховної Ради УРСР першого скликання по Решетилівській виборчій окрузі № 183 Полтавської області.
У 1938—1939 роках — інструктор Решетилівської артілі імені Клари Цеткін Полтавської області.
У квітні 1939 — грудні 1940 року навчалася в Комуністичному університеті імені Артема в Харкові.
Член ВКП(б) з 1939 року.
З січня 1941 року — начальник ткацького управління Укрхудожпромспілки, Київ. 
У грудні 1941 — листопаді 1943 року — в евакуації в Алма-Аті, голова правління артілі «Килимарка».
З листопада 1943 року — заступник голови організаційного бюро Укрхудожпромспілки, Київ.